# Curtis Harrington
Pour les articles homonymes, voir Harrington.
Curtis Harrington est un réalisateur, scénariste, acteur et producteur américain, né le 17 septembre 1926 à Los Angeles et mort le 6 mai 2007 dans la même ville (dans le quartier de Hollywood Hills).

## Carrière
Curtis Harrington est l'auteur de films expérimentaux ainsi que de longs métrages d'horreur. Dès la fin des années 1940, il est proche de Kenneth Anger.
Il est considéré comme l'un des pionniers du courant New Queer Cinema.

## Filmographie

### Comme réalisateur
- 1942 : Fall of the House of Usher (court métrage)
- 1946 : Fragment of Seeking (court métrage)
- 1948 : Picnic (court métrage)
- 1949 : On The Edge (court métrage)
- 1952 : The Assignation (court métrage)
- 1956 : The Wormwood Star (documentaire sur Marjorie Cameron)
- 1961 : Marée nocturne (Night Tide)
- 1965 : Voyage sur la planète préhistorique (Voyage to the Prehistoric Planet)
- 1966 : Queen of Blood
- 1967 : Le Diable à trois (Games)
- 1970 : Vengeance en différé (en) (How Awful About Allan) (téléfilm)
- 1971 : Mais qui a tué tante Roo ? (Whoever Slew Auntie Roo?)
- 1971 : What's the Matter with Helen?
- 1973 : Il les veut toutes, mais mortes (en) (The Killing Kind)
- 1973 : The Cat Creature (téléfilm, ABC)
- 1974 : La Révolte des abeilles (Killer Bees) (téléfilm)
- 1975 : The Dead Don't Die (en) (téléfilm)
- 1976 : Wonder Woman (série télévisée)
- 1977 : Bizarre, bizarre (Tales of the Unexpected) (série télévisée)
- 1977 : Ruby
- 1978 : Le Signe de justice (Sword of Justice) (série télévisée)
- 1978 : Vegas (Vega$) (série télévisée)
- 1978 : Barghast : Les Chiens de l'enfer (en) (Devil Dog: The Hound of Hell) (téléfilm)
- 1981 : Dynastie (Dynasty) (série télévisée)
- 1981 : Darkroom (en) (série télévisée)
- 1983 : Hôtel (Hotel) (série télévisée)
- 1985 : Mata Hari
- 1985 : Dynastie II (The Colbys) (série télévisée)
- 2002 : Usher

### Comme scénariste
- 1965 : Voyage sur la planète préhistorique (Voyage to the Prehistoric Planet)
- 1966 : Queen of Blood
- 2002 : Usher

### Comme acteur
- 1946 : Fragment of Seeking
- 1954 : Inauguration of the Pleasure Dome (en) : Cesare, le somnanbule
- 1972 : De l'autre côté du vent (The other side of the wind) : jeune réalisateur à la fête
- 1998 : Ni Dieux ni Démons (Gods and Monsters) : un invité à la fête de Cukor

### Comme producteur
- 1959 : Le Vagabond des Bois Maudits (Hound-Dog Man)
- 1961 : Les lauriers sont coupés (Return to Peyton Place)
- 1963 : Les Loups et l'Agneau (The Stripper)